# Mystina jacanda
Mystina jacanda är en fjärilsart som beskrevs av Paul E. Whalley 1971. Mystina jacanda ingår i släktet Mystina och familjen Thyrididae. Inga underarter finns listade i Catalogue of Life.